# Walter D'Souza
Walter D'Souza (Mbala, 16 december 1920 - Bombay, 23 augustus 1989) was een Indiaas hockeyer. 
D'Souza werd geboren in de Britse kolonie Oeganda.
D'Souza won in 1948 met de Indiase ploeg de olympische gouden medaille.

## Resultaten
- 1948  Olympische Zomerspelen in Londen